# Плоскоколосник широколистный
Плоскоколосник широколистный (лат. Chasmanthium latifolium), известный как лесной овёс и дикий овёс, — травянистое растение, вид рода Плоскоколосник (Chasmanthium) семейства Злаки (Poaceae), аборигенный вид центральной и восточной части США, Манитобе и северо-восточной Мексике, произрастает на севере до Пенсильвании и Мичигана, где он находится под угрозой исчезновения. Ранее этот вид классифицировали как Uniola latifolia Michx.

## Описание
Многолетнее травянистое растение с ползучим корневищем, со соломинами высотой около 1 м. По другим данным растение не ползучее, а образующее кочку, с узловатыми короткими корневищами.
По одним данным относится к холодорастущим злакам (холодорастущие злаки начинают расти только с понижением температуры после жаркого лета или сразу после таяния снега), по другим —  теплорастущий злак.
Листья линейные, 20 см длиной и 2 см шириной.
Соцветие — открытая, рыхлая яйцевидная метёлка 10–15(35) см длиной, состоящая из сжатых с боков (приплюснутых) колосков. Плод — яйцевидная, сжатая с боков, зерновка 2–2,5 мм длиной.
Растение обычно растет в лесных районах и прибрежных зонах. На родине растет в разреженных лиственных лесах, в тени или полутени, на довольно плодородных почвах.

## Применение

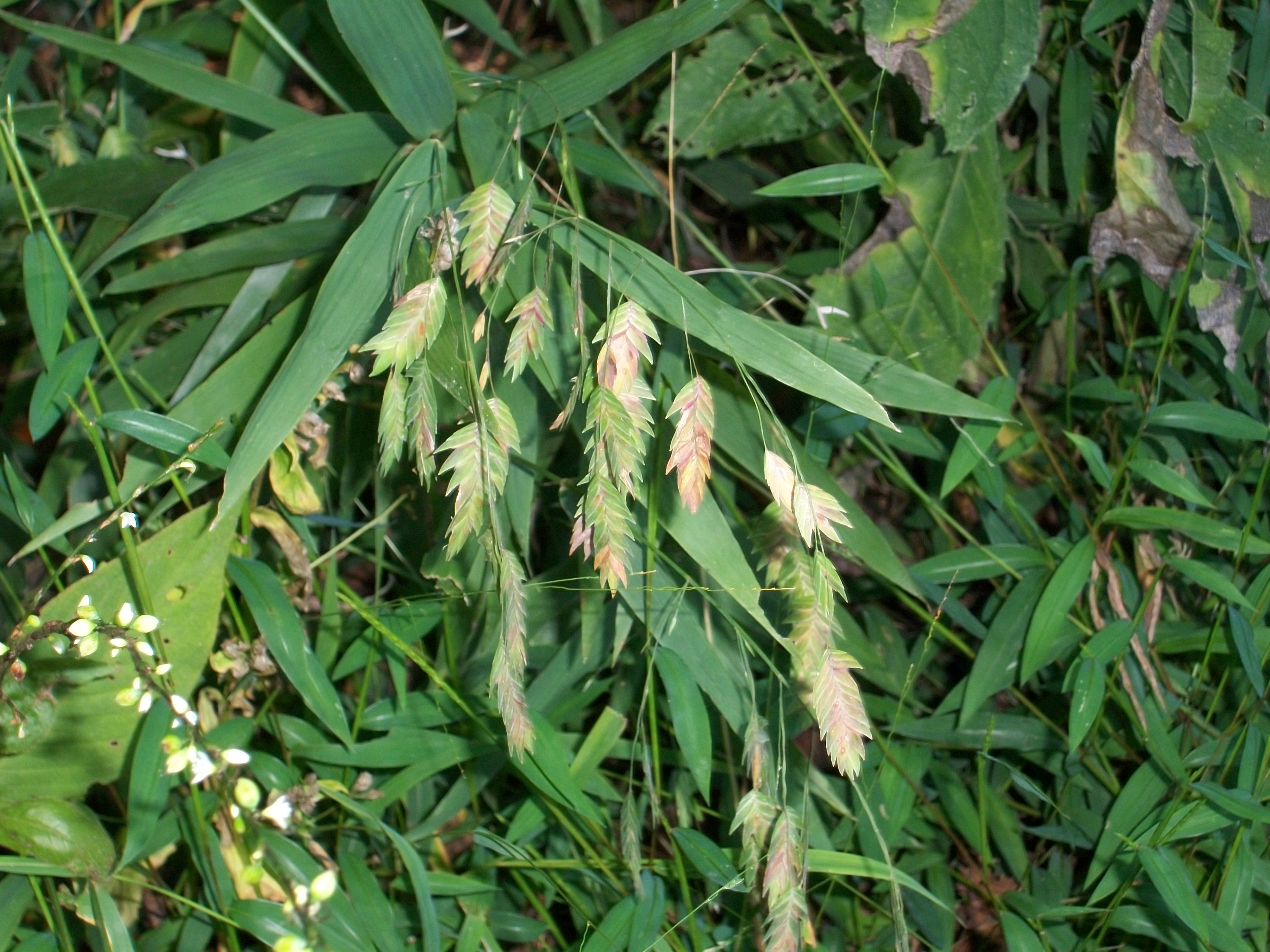
Chasmanthium latifolium

Используется в ландшафтном дизайне в Северной Америке, где известен как относительно редкая местная трава, которая хорошо растет в полутени. Растение рекомендуется для зон 3–9 устойчивости USDA в кислых песках, суглинках и глинах. Осенью желтеет и очень выигрышно смотрится в цветниках.
Используется на корм скоту в США и Мексике.

## Экология
Это кормовое растение для личинок бабочки Lethe anthedon, а его семена служат пищей для птиц и млекопитающих.  Его также едят гусеницы Amblyscirtes hegon, Amblyscirtes belli и Amblyscirtes aenus.

## Примечание
1. ↑  Plants of the World Online (англ.). Plants of the World Online. Kew Science. Дата обращения: 9 октября 2023.
2. ↑  Chasmanthium latifolium (Indian Woodoats) (англ.). GBIF. Дата обращения: 8 июля 2010. Архивировано 3 марта 2016 года.
3. 1 2 3 4  Плоскоколосник широколистный (англ.). Сады Северо-Запада. Дата обращения: 22 ноября 2023. Архивировано 22 ноября 2023 года.
4. 1 2  Navarrete-Tindall, Nadia (Summer 2010). Native Cool-Season Grasses in Missouri. Missouri Prairie Journal. 31 (2): 20–25. Архивировано 9 октября 2023. Дата обращения: 22 ноября 2023.
5. 1 2  Плоскоколосник. Энциклопедия растений. Агбина. Дата обращения: 22 ноября 2023.
6. 1 2 3  Плоскоколосник широколистный — Травянистые растения для открытого грунта. www.greeninfo.ru. Дата обращения: 22 ноября 2023. Архивировано 22 ноября 2023 года.
7. ↑  Roger Holmes. Taylor's Guide to Ornamental Grasses (англ.). — Houghton Mifflin Harcourt, 1997. — P. 226. — 324 p. — ISBN 978-0-395-79761-7. Архивировано 20 апреля 2023 года.
8. ↑  PLANTS Profile for Chasmanthium latifolium (Indian woodoats) (англ.). PLANTS database. United States Department of Agriculture. Дата обращения: 8 июля 2010. Архивировано 15 июня 2010 года.
9. ↑  Northern Sea Oats - Ornamental Grasses - University of Illinois Extension. University of Illinois. Дата обращения: 22 ноября 2023. Архивировано 9 мая 2015 года.
10. ↑  NPIN: Chasmanthium latifolium (inland sea oats). Native Plant Information Network. University of Texas. Дата обращения: 8 июля 2010. Архивировано 2 июля 2010 года.
11. ↑  Сергей Калякин. 10 злаков с яркой осенней окраской. Всё о садоводстве, изящном и практичном. Блог (12 октября 2016). Дата обращения: 22 ноября 2023.
12. ↑  Хасмантиум широколистный. zpitomnik.ru. Дата обращения: 22 ноября 2023.
13. ↑  Chasmanthium latifolium. plants.ces.ncsu.edu. Дата обращения: 20 января 2021. Архивировано 11 августа 2020 года.
14. ↑  Lady Bird Johnson Wildflower Center - The University of Texas at Austin. www.wildflower.org. Дата обращения: 20 января 2021. Архивировано 14 июля 2007 года.